# Opzione Sansone

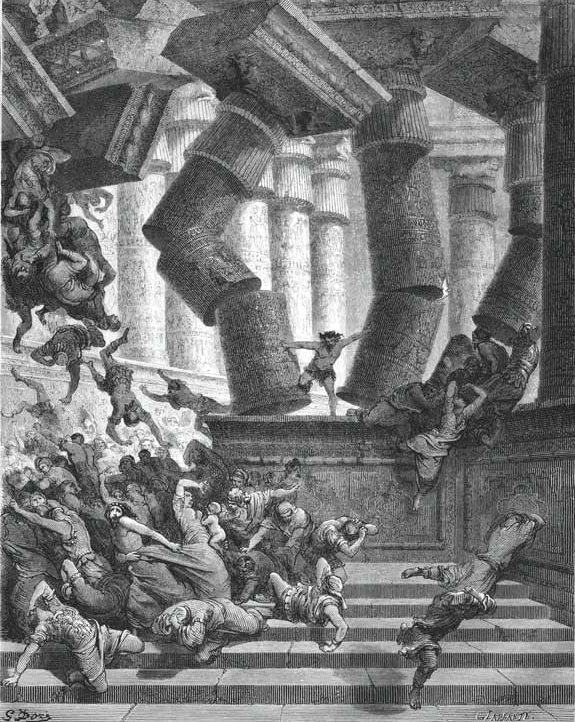
Sansone nel Tempio di Dagon, intento a distruggere sia sé stesso che i suoi nemici

Opzione Sansone è il nome che alcuni analisti militari usano per indicare la strategia di deterrenza di Israele, che prevede un contrattacco con ampio uso di armi nucleari come "ultima risorsa" nel caso che attacchi militari da parte di una nazione esterna minaccino la sua esistenza. Il termine è stato usato da alcuni commentatori anche per riferirsi ad ipotetici contrattacchi non-nucleari da parte di attori non israeliani, come Yassir Arafat e Hezbollah.
Il nome è un riferimento alla figura biblica di Sansone, che spinse i pilastri di un tempio filisteo, facendo cadere il tetto e uccidendo sé stesso e migliaia di Filistei che lo avevano catturato, gridando "Muoia Sansone con tutti i Filistei".

## Dottrina della deterrenza
Sebbene le armi nucleari fossero considerate il garante ultimo della sicurezza israeliana già negli anni '60, il paese evitò di costruire il suo esercito attorno a esse, perseguendo invece la superiorità convenzionale assoluta in modo da prevenire un impegno nucleare di ultima istanza.  La concezione originale dell'opzione Sansone era solo quella di deterrenza. Secondo il giornalista americano Seymour Hersh e lo storico israeliano Avner Cohen, leader israeliani come David Ben-Gurion, Shimon Peres, Levi Eshkol e Moshe Dayan coniarono l'espressione a metà degli anni '60. La chiamarono così in onore della figura biblica di Sansone, che spinse via i pilastri di un tempio filisteo, abbattendo il tetto e uccidendo se stesso e migliaia di filistei che lo avevano catturato, mutilato e riuniti per vederlo ulteriormente umiliato in catene come punizione per i massacri del loro popolo. Lo contrappongono all'antico assedio di Masada dove 936 sicari ebrei commisero un suicidio di massa piuttosto che essere sconfitti e ridotti in schiavitù dai Romani.
In un articolo intitolato "L'ultimo segreto della Guerra dei Sei Giorni", il New York Times riferì che, nei giorni precedenti la Guerra dei Sei Giorni del 1967, Israele pianificò di inviare una squadra di paracadutisti in elicottero nel Sinai. La loro missione era di posizionare e far detonare a distanza una bomba nucleare sulla cima di una montagna come monito per gli stati circostanti belligeranti. Pur essendo in inferiorità numerica, Israele eliminò di fatto l'Aeronautica Militare egiziana e occupò il Sinai, vincendo la guerra prima ancora che il test potesse essere organizzato. Il generale di brigata israeliano in pensione Itzhak Yaakov si riferì a questa operazione come all'opzione Sansone israeliana.
Nella guerra dello Yom Kippur del 1973, le forze arabe sopraffacevano quelle israeliane e il Primo Ministro Golda Meir autorizzò un allarme nucleare e ordinò che 13 bombe atomiche fossero pronte per l'uso da parte di missili e aerei. L'ambasciatore israeliano informò il Presidente Nixon che "conclusioni molto gravi" sarebbero potute verificarsi se gli Stati Uniti non avessero inviato rifornimenti per via aerea. Nixon obbedì. Questo è visto da alcuni commentatori sull'argomento come la prima minaccia all'uso dell'opzione Sansone.
Seymour Hersh scrive che la "sorprendente vittoria del partito Likud di Menachem Begin alle elezioni nazionali del maggio 1977... portò al potere un governo che era ancora più impegnato del partito laburista nell'opzione Sansone e nella necessità di un arsenale nucleare israeliano".
Louis René Beres, professore di scienze politiche alla Purdue University, ha presieduto il Progetto Daniel, un gruppo di consulenza per il Primo Ministro Ariel Sharon. Egli sostiene, nel Rapporto Finale del Progetto Daniel e altrove, che l'efficacia deterrente dell'Opzione Sansone sarebbe aumentata ponendo fine alla politica di ambiguità nucleare. In un articolo del 2004, raccomanda a Israele di utilizzare la minaccia dell'Opzione Sansone per "sostenere le azioni preventive convenzionali" contro risorse nucleari e non nucleari nemiche perché "senza tali armi, Israele, dovendo fare affidamento interamente su forze non nucleari, potrebbe non essere in grado di scoraggiare le rappresaglie nemiche per l'attacco preventivo israeliano ".

## Opinioni degli autori
Qualcuno ha parlato dell'"opzione Sansone" come strategia di ritorsione.

### Ari Shavit
Il giornalista israeliano Ari Shavit scrive della strategia nucleare di Israele: 

### David Perlmutter
Nel 2002, il Los Angeles Times pubblicò un articolo d'opinione scritto da David Perlmutter, professore della Louisiana State University.
Nel suo libro del 2012 How the End Begins: The Road to a Nuclear World War III, l'autore ebreo americano Ron Rosenbaum ha descritto questo articolo di opinione come "arriva fino a giustificare un approccio dell'opzione Sansone". In quel libro, Rosenbaum ha anche espresso l'opinione che "in seguito a un secondo Olocausto", Israele potrebbe "abbattere i pilastri del mondo (attaccare Mosca e le capitali europee, ad esempio)" così come i "luoghi sacri dell'Islam" e che "l'abbandono della proporzionalità è l'essenza" dell'opzione Sansone.

### Martin van Creveld
Nel 2003, uno storico militare, Martin van Creveld, pensava che la Seconda Intifada allora in corso minacciasse l'esistenza di Israele. Van Creveld è stato citato in The Gun and the Olive Branch (2003) di David Hirst dicendo:

### Günter Grass
Nel 2012, Günter Grass pubblicò la poesia "Was gesagt werden muss" (" Ciò che bisogna dire "), in cui criticava il programma di armi nucleari di Israele.
Il poeta israeliano e sopravvissuto all'Olocausto Itamar Yaoz-Kest ha pubblicato una poesia intitolata "Il diritto di esistere: una poesia-lettera all'autore tedesco" che si rivolge a Grass per nome. Contiene il verso: "Se ci costringete ancora una volta a scendere dalla faccia della Terra alle profondità della Terra, lasciate che la Terra rotoli verso il Nulla". Il giornalista israeliano del Jerusalem Post, Gil Ronen, ha interpretato questa poesia come un riferimento all'opzione Sansone, che ha descritto come la strategia di utilizzare le armi nucleari di Israele per "eliminare i nemici di Israele con esse, causando potenzialmente danni irreparabili al mondo intero".